# Natitingou
Natitingou es una ciudad y comuna en el noroeste de Benín en África. Se encuentra a 50 km del parque nacional Pendjari el cual se puede visitar entre los meses de diciembre a junio. Las cascadas de Tanogou y los castillos de adobe de Betammaribe conocidos como Tata Somba se encuentran entre los atractivos de la ciudad.
La comuna cubre una área de 3045 kilómetros cuadrados y en 2013 tenía una población de 104,010 personas.

## Historia
En Natitingou se practica tanto el cristianismo como el islam y al igual que en el resto de Benín, hay una alta tolerancia religiosa.

Las montañas que rodean la región son importantes para la cultura del lugar, en especial en lo referido a espíritus y ánimas que las habitan. Los pobladores cuentan que al atardecer los espíritus emiten ruidos similares al de la molienda de cereal mediante piedras. Es el motivo por el cual no se muele cereal mientras anochece, para no confundir los sonidos.
Misioneros blancos visitaron Natitingou en el siglo XIX y principios del XX.

## Geografía

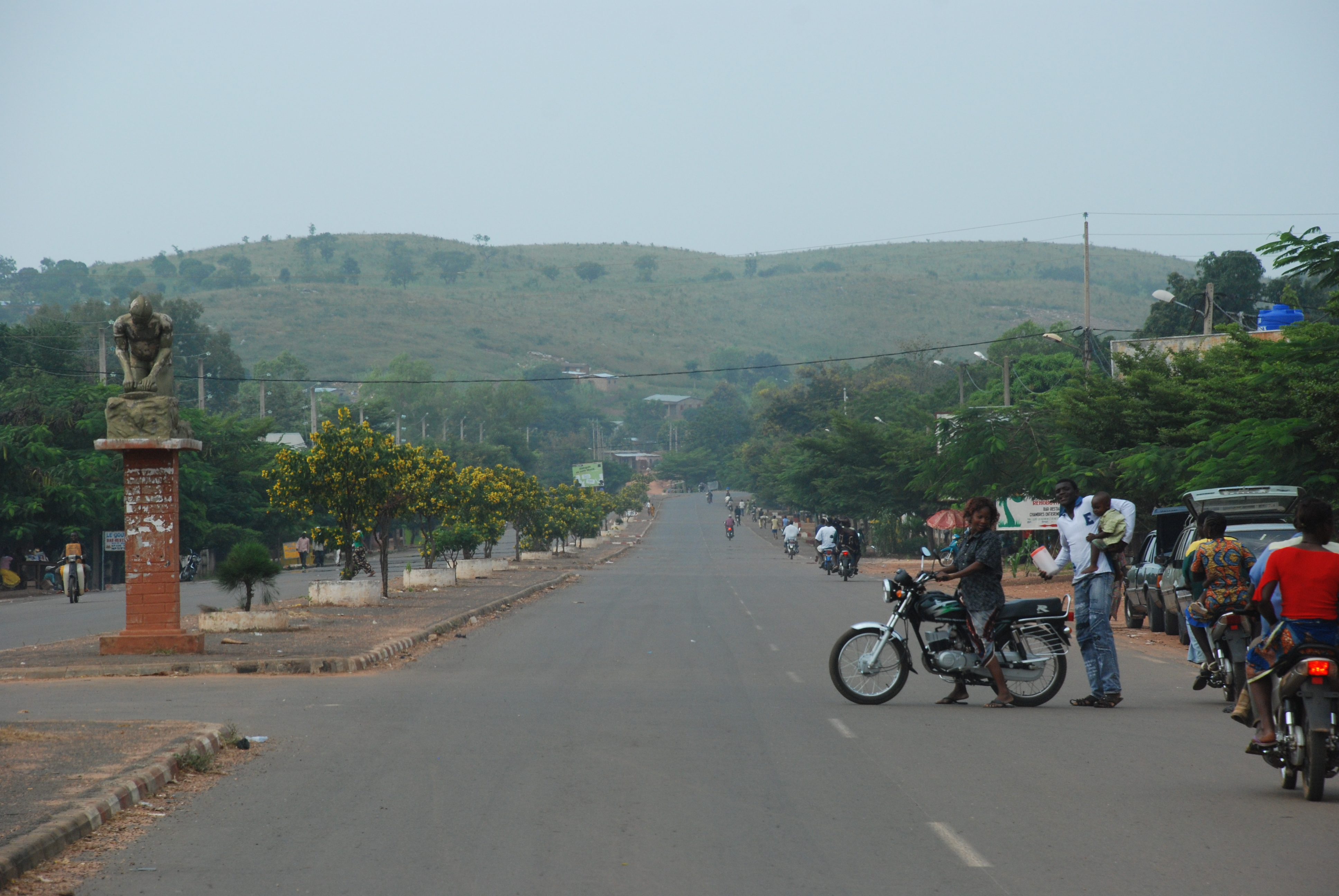

El clima en Natitingou es más seco que en el del sur, particularmente durante el Harmattan entre enero y diciembre, la humedad puede ser muy baja llegando a ser del 10% y temperaturas nocturnas de hasta 17 °C.

## Divisiones administrativas
Natitingou se divide en nueve circunscripciones, de las cuales cuatro son urbanas: Natitingou yo, Natitingou II, Natitingou III y Natitingou IV (Péporiyakou) y cinco rurales: Kotapounga, Kouaba, Koundata, Perma y Tchoumi-Tchoumi. Contienen 39 pueblos y 26 distritos urbanos.

## Demografía
La comuna tiene una población de 75,620 habitantes según el 2002 censo (57,153 en 1992) con 37,388 hombres y 38,223 mujeres.  La densidad es 56 habitantes por km ². La población es predominantemente joven.

Una multitud de etnias existen en la comuna con una gran diversidad de lenguas. Los grupos étnicos principales son el Ditammari, Waama y Dendi. 

## Personas notables
El jugador de baloncesto universitario Mouphtau Yarou por la Universidad Villanova es originario de Natitingou.
Charles Thiebaut, un promotor de cultura y música africanas en Francia, es de Natitingou. Creció en un orfanato y fue adoptado por la familia Thiebaut de Francia, cuando tenía 4 años .